# Matt Corral
Matthew Anthony Corral (geboren am 31. Januar 1999 in Ventura, Kalifornien) ist ein US-amerikanischer American-Football-Spieler auf der Position des Quarterbacks. Er spielte College Football für die University of Mississippi und wurde im NFL Draft 2022 in der dritten Runde von den Carolina Panthers ausgewählt. Zuletzt spielte Corral in der NFL für die Minnesota Vikings.

## College
Corral besuchte zunächst die Oaks Christian School in Westlake Village, entschloss sich aber nach einer Auseinandersetzung mit einem Sohn von Wayne Gretzky zu einem Wechsel auf die Long Beach Polytechnic High School im 90 Kilometer entfernten Long Beach. Er nahm am U.S. Army All-American Bowl teil.
Seit 2018 geht Corral auf die University of Mississippi und spielt dort College Football für die Ole Miss Rebels. Als Freshman wurde er in vier Spielen eingesetzt und war der Backup von Jordan Ta’amu. Aufgrund der neuen NCAA-Regeln konnte er das Jahr als Redshirt absolvieren. Die Saison 2019 begann Corral als Starting-Quarterback der Rebels und spielte in dieser Funktion in vier Partien. Wegen einer Rippenverletzung wurde er im vierten Spiel von John Rhys Plumlee ersetzt, der daraufhin den Rest der Saison als Starting-Quarterback spielte, während Corral nach seiner Genesung nur noch zu Kurzeinsätzen kam. In der Vorbereitung auf die Saison 2020 konnte Corral im Duell mit Plumlee seine Position als Starter zurückgewinnen.
In seiner ersten vollständigen Saison als Starter erzielte Corral mit durchschnittlich 384,3 Yards Raumgewinn pro Spiel den landesweit besten Wert in dieser Statistik und warf 29 Touchdownpässe. Allerdings war er auch für zahlreiche Turnover verantwortlich, 17 von 18 Ballverlusten der Ole Miss Rebels waren von Corral verschuldet. Im Spiel gegen die Arkansas Razorbacks warf er sechs Interceptions. Zum Saisonabschluss gewann Corral mit den Rebels den Outback Bowl, in dem er als Most Valuable Player (MVP) ausgezeichnet wurde.
Nach einem überzeugenden Start in die Saison 2021 avancierte Corral zwischenzeitlich zu einem der aussichtsreichsten Kandidaten auf die Heisman Trophy, verpasste aber letztlich als Siebtplatzierter die Finalabstimmung. Beim 61:21-Sieg gegen die Tulane Green Wave warf er drei Touchdownpässe und erlief vier Touchdowns. Corral führte sein Team zu einer Bilanz von 10–2 und in den Sugar Bowl, in dem die Rebels allerdings den Baylor Bears unterlagen. Bereits vor dem Sugar Bowl, der sein letztes Spiel für die Rebels werden sollte, hatte er bekanntgegeben, sich nach der Saison für den NFL Draft 2022 anzumelden. In Sugar Bowl zog Corral sich im ersten Viertel eine Knöchelverletzung zu und musste das Feld vorzeitig verlassen.

### Statistiken
| Saison | Team     | Spiele | Passing  | Passing | Passing | Passing | Passing | Passing |
| Saison | Team     | Spiele | Comp-Att | Comp%   | Yards   | TD      | INT     | QB Rtg  |
| ------ | -------- | ------ | -------- | ------- | ------- | ------- | ------- | ------- |
| 2018   | Ole Miss | 4      | 16–22    | 72,7    | 239     | 2       | 1       | 184,9   |
| 2019   | Ole Miss | 10     | 105–178  | 59,0    | 1362    | 6       | 3       | 131,0   |
| 2020   | Ole Miss | 10     | 231–326  | 70,9    | 3337    | 29      | 14      | 177,6   |
| 2021   | Ole Miss | 13     | 260–384  | 67,7    | 3343    | 20      | 5       | 155,4   |
| Gesamt | Gesamt   | 37     | 612–910  | 67,3    | 8281    | 57      | 23      | 159,3   |

Quelle: sports-reference.com

## NFL
Corral wurde im NFL Draft 2022 in der dritten Runde an 94. Stelle von den Carolina Panthers ausgewählt. Hinter Baker Mayfield und Sam Darnold spielte Corral in den Planungen für die Saison 2022 keine Rolle und war nur als langfristige Alternative auf der Quarterbackposition eingeplant. Im zweiten Spiel der Preseason gegen die New England Patriots zog er sich eine Verletzung am linken Fuß zu, wegen der er auf die Injured Reserve List gesetzt wurde und somit die gesamte Saison 2022 verpasste.
Im NFL Draft 2023 wählten die Panthers an erster Stelle Quarterback Bryce Young aus. Dadurch wurde Corral als dritter Quarterback hinter Young sowie Backup Andy Dalton entbehrlich und vor Beginn der Saison 2023 entlassen. Daraufhin nahmen die New England Patriots Corral über die Waiver-Liste als zweiten Quarterback hinter Mac Jones unter Vertrag. Von den Patriots wurde Corral aber ebenfalls entlassen, ohne ein Spiel für sie absolviert zu haben. Im Februar 2024 nahmen die Birmingham Stallions aus der UFL Corral unter Vertrag. Dort kam er in drei Spielen als Starter zum Einsatz. Im August 2024 verpflichteten die Minnesota Vikings Corral nach dem verletzungsbedingten Ausfall von J. J. McCarthy. Er wurde im Rahmen der Kaderverkleinerung auf 53 Spieler vor Beginn der Regular Season am 26. August 2024 entlassen.